# Tante Es
Tante Es is een typetje dat wordt gespeeld door Jörgen Raymann. Tante Es (afkorting van Esselien) is een humoristische tante, of moeke, afkomstig uit Suriname van 69 à 70 jaar. Opvallend is dat ze eeuwig 69 à 70 jaar blijft en dus niet ouder wordt. Aanvankelijk droeg ze een snor, die Raymann toen ook droeg, maar sinds enkele jaren is deze verdwenen. Ze is getrouwd met Rudy, een Nederlandse man, en is moeder van zeven zoons. Ze draagt een "koto", een klederdracht gedragen door Creoolse vrouwen die het vrouwelijke schoon moet verhullen. Op haar hoofd heeft ze een "anjisa" een speciaal gevouwen doek, waarmee je boodschappen kunt symboliseren.
Het typetje was sinds 2001 aanvankelijk te zien in Raymann is Laat, later Zo:RAYMANN geheten, waar ze aan het eind van het programma een eigen rubriek had en daarbij een bekende Nederlander ontving en vragen stelde. De eerste vraag was altijd "Vertel me, wie is je vader, wie is je moeder?". Verder waren de vragen vooral dubbelzinnig en flirtte ze met de gast, ongeacht of het een man of vrouw was. Aan eind van de uitzending belde ze haar man Rudy om te zeggen dat ze naar huis kwam en dat hij de melk vast op het vuur moest zetten.
In 2015 had ze haar eigen programma bij de NTR, Dat ding van Tante Es, en ontving ze op de veranda achter haar Surinaamse huis in Rotterdam verschillende bekende Nederlanders. In het programma spreekt ze haar gasten meestal aan met "mijn schat", zoent ze en vraagt ze het hemd van het lijf, waarbij de vragen vaak dubbelzinnig zijn. Ook gaat ze bij een gast op bezoek indien deze niet naar haar huis kan komen. De oorspronkelijke werktitel was "Tante Es Viert Feest". Naast het televisieprogramma zal Tante Es ook een kookboek uitgeven en komt er een eenmalige glossy van haar uit.

## Trivia
Naast het typetje van Jörgen Raymann leefde er in Amsterdam ook een echte 'Tante Es', de bijnaam van Elselyn Harriette Angelique Fa Si Oen (Nieuw-Amsterdam (Suriname), 17 februari 1915 - Amsterdam, 14 februari 2025). Ze werd bekend doordat ze een tijd lang, tot haar dood op bijna 110-jarige leeftijd, de oudste inwoner van Amsterdam was en nog steeds zelfstandig woonde in de Rivierenbuurt. In 2023 kreeg ze van locoburgemeester Marjolein Moorman een Heldenspeld uitgereikt voor haar grote inzet voor de gemeenschap.